# جزيرة أم دينار
جزيرة أم دينار هي إحدى الجزر الواقعة في البحر الأحمر، وتتبع منطقة مكة المكرمة غرب السعودية. تبلغ مساحة الجزيرة نحو 1 كم2 وتبعد عن الساحل بحوالي 0,47 ميل بحري.